# Francisco Ramírez
Francisco Ramírez (Concepción del Uruguay hoy Entre Ríos, Virreinato del Río de la Plata, 13 de marzo de 1786 – Chañar Viejo, cerca de Villa de María del Río Seco, Córdoba, 10 de julio de 1821), conocido como el Supremo Entrerriano, fue un caudillo federal argentino, uno de los líderes de la provincia de Entre Ríos durante los años de formación de la República Argentina, creando la República de Entre Ríos. Formó parte del partido artiguista, liderado por el oriental José Gervasio Artigas, a quien luego traicionó , obligándolo a exiliarse. Poco después perdió la vida en un encuentro con las fuerzas de quien anteriormente había sido su aliado, Estanislao López.

## Concepción del Uruguay
Era hijo de un comerciante paraguayo, Juan Gregorio Ramírez, y Tadea Florentina Jordán. Tuvo dos hermanas de madre y padre: Estefanía y Marcela. Por parte de su madre, quien —tras el fallecimiento de Ramírez— se casó con Lorenzo José López, tenía diez medios hermanos, entre ellos Ricardo López Jordán (padre).
Al estallar la Revolución de Mayo prestó servicios como correo al ejército patriota y cobró fama, aún joven, en la organización de las milicias de su villa natal, Concepción del Uruguay. En octubre de 1811, los milicianos de la villa la recuperaron para los patriotas, dirigidos entre otros por Ramírez.
Adquirió cierta notoriedad luchando junto al caudillo federal José Artigas contra las fuerzas realistas en la Banda Oriental. Fiel a la causa artiguista, cuando el Directorio porteño se enemistó con este, Ramírez emprendió su defensa, combatiendo a las órdenes de Eusebio Hereñú, el delegado de Artigas en la región. Tras la derrota del Barón de Holmberg, comandante del ejército centralista, Ramírez acompañó a Hereñú en la defensa de la Banda Oriental contra la invasión portuguesa y en la toma de la provincia de Santa Fe en alianza con Estanislao López.

## Ramírez, caudillo general de Entre Ríos
Sin embargo, Hereñú pactó con el director Juan Martín de Pueyrredón la reincorporación de Entre Ríos a la facción porteña. Ramírez tomó las armas contra él y lo derrotó en 1817, quedando al mando de la región del río Uruguay como delegado de Artigas. La región de La Bajada del Paraná estaba bajo el mando de otro oficial, pero en la práctica, este dependía de Ramírez.
Estando las fuerzas orientales concentradas en la defensa contra los portugueses del Brasil, Ramírez debió hacer frente al ejército directorial que invadió su provincia en 1818. Derrotó al coronel Luciano Montes de Oca, atacando a su tropa apenas desembarcada en las proximidades de Arroyo de la China y en marzo nuevamente rechazó la incursión del general Marcos Balcarce cerca de Paraná. Poco más tarde, debió defenderse de las incursiones luso-brasileñas en su propia provincia.
Ese mismo año, Ramírez avanzó sobre la provincia de Corrientes, deponiendo al gobernador enviado por el Directorio. Pero el agudo enfrentamiento con las fuerzas porteñas lo obligó a destacar a su medio hermano Ricardo López Jordán en auxilio de Estanislao López, atacado por Juan Ramón Balcarce, y poco después a retroceder él mismo para enfrentar nuevamente a Hereñú.
Entre los caudillos de esa época, Ramírez se destacó como uno de los más capaces; no sería derrotado hasta después de ser traicionado y quedar en seria desventaja numérica. Varios cronistas atestiguaron que sus tropas eran muy disciplinadas, mucho más que las de Artigas o las de López, y que estaba regularmente uniformadas. Luchaban en perfecto orden y seguían las órdenes de sus superiores con mucha mayor precisión que muchas de las tropas de los demás caudillos, incluso más que las del Directorio.

## Ofensiva contra Buenos Aires
Poco después, Ramírez y López tomarían la ofensiva contra Buenos Aires ante la sanción de la Constitución unitaria del '19 en Buenos Aires, que imponía un régimen inaceptable para las provincias. Por otro lado, Artigas le había ordenado obligar a Buenos Aires a unirse a su lucha contra los portugueses.
Pueyrredón renunció al directorio y asumió su reemplazo el general José Rondeau. El directorio ordenó al Ejército de los Andes que regresase hacia la capital para reprimir a los caudillos, pero su comandante José de San Martín se negó a hacerlo, como lo haría el Ejército del Norte al mando de Manuel Belgrano.
Historiadores criticarían a San Martín por esto, como Vicente Fidel López en su Historia de la República Argentina, quien prácticamente llega a justificar la invasión portuguesa de la Banda Oriental como la única opción para acabar con Artigas, lo que significó a la larga la separación del Uruguay. Otros, en cambio, argumentan que de no haber invadido Perú cuando lo hizo el virrey Pezuela hubiera tenido más tiempo para preparar su defensa. 

Si el general San Martín hubiera querido obedecer a su gobierno, nunca jamás se había presentado una ocasión más favorable para salvar el orden público y el organismo nacional. Todo era cuestión de aplazar un año la frenética ambición [sic] de expedicionar sobre el Perú que lo devoraba. Con sus tropas unidas a las del ejército de Tucumán y a las de la Capital podía haber concentrado diez mil hombres sobre Santa Fe y Entre Ríos, ahogar en el Uruguay, entre la frontera argentina y las tropas portuguesas, todos los caudillos montoneros sin dejar uno sólo capaz de caminar en dos pies.

En estas circunstancias, la detención de un grupo de delegados de Buenos Aires que atravesaba Santa Fe por parte de López sirvió a Rondeau de excusa para reiniciar la guerra civil. Ramírez se movió más rápido y desde Santa Fe invadió el norte de la provincia de Buenos Aires, saqueando las estancias de ganado y dinero, para después regresar a Santa Fe.
Desde poco antes de iniciar la campaña, Ramírez llevaba dos aliados tan insólitos como contraproducentes. Uno era el general chileno José Miguel Carrera, quien recientemente se había dedicado, por medio de una imprenta, a producir propaganda anti-unitaria y pro-federalista. Su pretensión era regresar a su país y deponer a Bernardo O’Higgins. El otro era el exdirector Supremo Carlos María de Alvear, quien pretendía lo mismo respecto de Buenos Aires.
Rondeau dejó el Directorio en manos de Juan Pedro Aguirre y marchó contra las fuerzas del protectorado artiguista. Pero antes de que el Ejército del Norte se le pudiera unir, sus oficiales se sublevaron, dirigidos por Juan Bautista Bustos, para volver al frente norte contra los realistas.
Con solo su ejército porteño, Rondeau enfrentó a los federales Ramírez, López y Pedro Campbell en la batalla de Cepeda, en que casi ingenuamente dispuso a su ejército en una posición defensiva excesivamente rígida. Ramírez los rodeó y los atacó por la retaguardia, destrozando a la caballería unitaria en minutos. Rondeau fue arrastrado en la huida, y la batalla hubiera acabado en desastre para los porteños de no ser por la ordenada retirada que realizó Balcarce.

## El Tratado de Pilar
Victoriosos, los federales avanzaron sobre Buenos Aires, donde expusieron pacíficamente sus exigencias al cabildo de la ciudad: tenían diez días para reemplazar el gobierno directorial por autoridades provinciales. La situación en la capital se transformó de repente en un completo caos. Rondeau renunció y el Congreso se disolvió. Una Junta de Representantes fue nombrada como autoridad legislativa provincial, y eligió gobernador a Manuel de Sarratea, recién llegado desde las filas de López. La constitución unitaria fue declarada caduca.
En la localidad de Pilar los caudillos federales victoriosos, el santafesino Estanislao López y el entrerriano Francisco Ramírez firmaron con el negociador unitario porteño el Tratado de Pilar; por este tratado, las provincias (incluida Buenos Aires) reasumían su soberanía particular, las provincias firmantes se pronunciaban por la federación, y se llamaba a un congreso general que se reuniría en San Lorenzo (Santa Fe). Por último, los jefes federales recordaban a Buenos Aires su deber de defender a la Banda Oriental, aunque no se la comprometía a nada respecto a esto. Ramírez se comprometía a invitar a Artigas a unirse al tratado, no ya como subordinado, sino como aliado del “gobernador de la Banda Oriental”. Y en una cláusula secreta, el gobernador porteño se comprometía a entregar abundante material de guerra a los jefes federales. 
La debilidad del gobierno porteño se hizo pronto evidente en los intentos de restaurar a Balcarce. Sarratea, apoyado por los caudillos litoraleños, debió sin embargo dimitir ante la decisión de la Junta de Representantes de no respaldarlo y fue reemplazado por Miguel Estanislao Soler. Soler puso en libertad a los congresales partidarios de establecer una monarquía, detenidos por una de las cláusulas secretas del tratado del Pilar. Por ello se enfrentó con las tropas de López y Carrera en la batalla de Cañada de la Cruz el 28 de junio, pero fue derrotado. Los federales cercaron Buenos Aires durante casi dos meses, intentando reponer a Sarratea, hasta que el 2 de agosto las tropas al mando de Manuel Dorrego, sucesor de Soler, rompieron el sitio y los obligaron a retroceder. López se replegaría a territorio santafesino hasta ocupar una posición más ventajosa y se enfrentaría nuevamente a Dorrego, batiéndolo en la Batalla de Gamonal.

## El final de Artigas
Mientras tanto, las noticias de la firma del Tratado del Pilar habían llegado a Artigas; la exclusión de la Banda Oriental de los acuerdos provocó su enfrentamiento con los caudillos litoraleños. Artigas, batido por los luso-brasileños en la batalla de Tacuarembó, se replegó hacia Entre Ríos. Interpretándolo como un intento de imponerse sobre él, Ramírez tomó las armas contra su otrora jefe y lo enfrentó en una rápida sucesión de batallas.
Fue derrotado en Las Guachas, pero el 24 de junio lo derrotó en una brillante maniobra en la batalla de Las Tunas, en que hizo un inteligente uso de la artillería, al mando del comandante Lucio Norberto Mansilla, enviado en su ayuda desde Buenos Aires.
Tras una victoria menor cerca de Sauce de Luna y otra cerca de Goya sobre Pedro Campbell, atacó el propio campamento de Artigas en Ábalos, cerca de Curuzú Cuatiá, ya en la provincia de Corrientes, y lo derrotó completamente el 24 de julio. Este sería el fin de la etapa del liderazgo ejercido por Artigas en el litoral.
Mientras sus segundos perseguían a Artigas por todo el territorio correntino, Ramírez ocupó la ciudad de Corrientes, hizo arrestar a Campbell y a Mariano Vera y se hizo nombrar gobernador. Poco después, tras intentar resistir en Misiones, Artigas debió refugiarse en el Paraguay del dictador Francia hasta su muerte, más de veinte años después.

## La República de Entre Ríos
El 29 de septiembre, Ramírez expidió en Corrientes un Reglamento Constitucional para las tres provincias de Entre Ríos, Corrientes y Misiones. El 24 de noviembre fue elegido en Gualeguay Jefe Supremo de la República, de donde le vino el mote del Supremo Entrerriano, que nunca usó. Seis días más tarde proclamaba en el territorio de esas tres la constitución de la República de Entre Ríos, una provincia federal que deseaba unirse a las demás en una federación de iguales, y no una nación soberana.
La República sería efímera, pero la tarea que realizó en ella Ramírez fue intensa. Sancionó reglamentos en lo militar, lo político, lo económico y la recaudación de impuestos, eliminando los derechos de importación. Efectuó la división del territorio en departamentos, cuyos gobernadores en lo civil y militar serían elegidos por la población de su jurisdicción. Estableció un régimen de administración de justicia, un servicio de correos, ordenó la realización de un censo y decretó la obligatoriedad de la enseñanza primaria, incluyendo la alfabetización y la aritmética. Prohibió además la matanza de ganado cimarrón, promoviendo la cría en estancias y la agricultura. Bajo su auspicio se realizaron los primeros comicios en la región. No cabe sorprenderse de que en ellos triunfara Francisco Ramírez.
Aún persistía en su propósito de enfrentar a los portugueses para recuperar la Banda Oriental y neutralizar la influencia luso-brasileña en la zona de frontera, pero necesitaba más fuerzas militares, especialmente de infantería. Creyó encontrarlos en Paraguay, y en tal sentido entabló correspondencia con el dictador Francia, bajo cuyo régimen el país contaba con un poderoso ejército. Como este se negara, decidió invadir ese país y reintegrarlo a la organización de las Provincias Unidas. Esperaba reclutar unos treinta mil paraguayos y usarlos para expulsar a los portugueses de la Banda Oriental. Solicitó el apoyo de López mientras concentraba su ejército en Corrientes pero este empezaba a distanciarse de él. Una década atrás, el gobierno porteño había intentado ocupar el Paraguay por la fuerza por una expedición militar, uno de cuyos objetivos había sido reclutar diez mil paraguayos para el Ejército de las Provincias Unidas; en 1821, Francia contaba con 3.000 hombres y construyó buques y lanchas como base de la Armada paraguaya.
Ramírez le pidió al santafesino 500 milicianos, un escuadrón de dragones y un batallón de pardos y negros. También solicitó ayuda a Buenos Aires según lo firmado en el Pilar, esperando recibir 2.000 reclutas. En total, ya tenía más de 3.000 hombres y una escuadra regular para tal empresa, según José Luis Busaniche «habría destruido a Francia, indudablemente, y el Paraguay sería hoy una provincia de la República Argentina».
Pero, sin dejar siquiera iniciada la tarea, se marchó hacia Entre Ríos en enero de 1821.

## Ruptura con López
Tras la derrota de Dorrego, Buenos Aires había quedado acéfala; la Junta de Representantes, presionada por Juan Manuel de Rosas, eligió como nuevo gobernador a Martín Rodríguez. Este se reunió con López el 24 de noviembre de 1820 en la estancia de Tiburcio Benegas, donde por mediación de Rosas y del gobernador cordobés Bustos se rubricó el Tratado de Benegas, que disponía la reunión de una Convención General en Córdoba.
El Tratado dejaba solo a Ramírez en su empeño para liberar la Banda Oriental, y anulaba varias de las disposiciones del Tratado del Pilar. El Supremo escribió a Rodríguez, preocupado por la influencia de los antiguos partidarios del Directorio en el nuevo gobierno. Le exigió el envío del armamento y tropas que se habían acordado a Entre Ríos. Insistía además en la necesidad de declarar la guerra a Portugal.
La falta de respuesta lo llevó a intentar lograr la mediación de López o, en su defecto, su apoyo a un ataque contra Buenos Aires. Pero la rivalidad entre los caudillos y el acuerdo del santafesino con Buenos Aires y Córdoba le quitó el posible apoyo del santafesino. Tanto Bustos como Rodríguez consideraban que el prestigio de Ramírez y la vehemencia con la que había decidido recuperar la Banda Oriental eran una amenaza a la unidad del país. Contribuyó también a ello la continuada alianza de Ramírez con Carrera, que en ese entonces había logrado sublevar a los ranqueles del oeste de la provincia de Buenos Aires, que causaron grandes pérdidas a los porteños.
Desengañado, Ramírez decidió tomar armas contra Buenos Aires nuevamente y contra López. El Supremo concentró 2.000 hombres y buques para cruzar el Paraná. Estaba en la cima de su poder al vencer a Artigas y apoderarse de Corrientes.

## La última campaña
A principios del mes de mayo de 1821, el coronel Anacleto Medina cruzó exitosamente el río Paraná hacia Santa Fe, y capturó las monturas de López, privando a este de su caballería. Pocos días más tarde, el cuerpo principal del ejército de Ramírez desembarcaba también cerca de Coronda. Allí tomó por el flanco a la columna dirigida por el tucumano (al servicio de Buenos Aires) Gregorio Aráoz de Lamadrid, que se dirigía a reforzar a López, y la desarmó.
Mientras tanto, Mansilla estaba a cargo de llevar la infantería por barco hasta Santa Fe. Pero Mansilla traicionó a su jefe: condujo la tropa a Santa Fe, pero volvió a embarcarla poco más tarde y ordenó el retroceso. La escuadra porteña destruyó la flota de Ramírez, cortando las comunicaciones con Entre Ríos, e impidiendo el avance de Ramírez y Medina hacia el sur.
Con solo 700 hombres en condiciones de combatir, acampó en Coronda para evaluar su plan de acción; allí recibió noticias de que Lamadrid, con más de 1500 hombres, artillería, caballos y 380 000 pesos fuertes que Buenos Aires remitía para ayudar a López, avanzaba sobre su posición. Pese a que Martín Rodríguez había indicado a Lamadrid que se reuniera con López antes de emprender acciones, este intentó aprovechar la posición, y buscó sorprenderlo cerca del río Carcarañá. Pero Ramírez, avisado, había logrado disponer sus fuerzas y maniobró de tal modo que logró hacer huir a las tropas de Lamadrid, quedándose con los caballos, el parque y los fondos.
Sin embargo, la victoria le costó casi la mitad de su tropa y la situación se hacía desesperante. Dos días más tarde, debió enfrentarse con las tropas de López que le cortaba el paso hacia Córdoba, donde pensaba replegarse, buscando rodear a sus oponentes y cruzar el Paraná cerca de Corrientes. Ante la superioridad del enemigo, debió huir en medio de la refriega con apenas un par de centenares de hombres y marchó hacia el oeste.
Pocos días más tarde, encontró un refuerzo inesperado en una columna de 700 hombres comandada por Carrera, que acudía a su ayuda desde la provincia de San Luis. Sin embargo, no pudieron acordar un plan de acción: Carrera pretendía cruzar hacia Chile, mientras que Ramírez juzgaba más provechoso dirigirse a Corrientes. Para ganar tiempo atacaron a Bustos en Cruz Alta, pero fracasaron ante su posición defensiva. Carrera lograría acercarse a la cordillera, pero sería vencido y arrestado por orden del gobernador mendocino Tomás Godoy Cruz, que lo hizo fusilar.
Ramírez, por su parte, prosiguió camino hacia el norte por la sierra, intentando recabar ayuda de la oposición local a Bustos, pero fue perseguido por una partida enviada por este. El 10 de julio, uno de los oficiales de López lo derrotó en una breve batalla en Chañar Viejo (cerca de Villa de María de Río Seco y de San Francisco del Chañar), donde fue nuevamente vencido. Logró escapar, pero al descubrir que su amante (la Delfina, que había luchado a su lado durante toda la campaña) había sido capturada, regresó a rescatarla. En ese momento fue muerto de un balazo.
Fue decapitado y su cabeza clavada en una pica y luego enviada a López, quien la hizo embalsamar y la exhibió en una jaula, en la puerta del Cabildo santafesino.
La República de Entre Ríos no sobrevivió a Ramírez. Por un corto tiempo lo sucedió su medio hermano Ricardo López Jordán, pero el coronel Mansilla se levantó en su contra el 23 de septiembre y se hizo elegir gobernador. Esa noticia provocó la recuperación de la autonomía por la provincia de Corrientes y, a fines de octubre, López Jordán se exiliaba en Paysandú. La República fue dada por muerta y Mansilla se alió con Santa Fe y Buenos Aires. El 22 de enero de 1822 se firmó el Tratado del Cuadrilátero, que convocaba un nuevo congreso en Buenos Aires. La guerra por la Banda Oriental estallaría finalmente en 1825, pero llevaría a la independencia del Estado Oriental del Uruguay.

## La Delfina
La figura de la concubina de Ramírez, que ha pasado a la historia simplemente como La Delfina, aunque poco se sabe de ella, ha atraído la atención de los historiadores. Era una portuguesa, cuyo origen aún se desconoce, a la que Ramírez capturó en los enfrentamientos de los portugueses con Artigas. Se dice que esta mujer rubia pertenecía a la nobleza portuguesa afincada en San Pedro del Río Grande y que por tal origen nobiliario se le apodaba la Delfina.
Tomada cautiva, Ramírez se enamoró de ella, hasta el punto de romper su compromiso con Norberta Calvento (4 de julio de 1790-22 de noviembre de 1880), hermana de uno de sus mejores amigos. La Delfina estuvo junto a Ramírez desde entonces, en especial en el frente; hábil como amazona y en el uso de las armas, vestía uniforme militar (generalmente una chaquetilla roja y sombrero tipo chambergo con una pluma) con charreteras de coronel.
El día de la muerte de Ramírez fue rescatada por Medina y salvó su vida. Cruzando el Chaco logró regresar a Concepción del Uruguay, donde sobrevivió 18 años a su pareja.